# La Anunciación (Reni)
La Anunciación es un cuadro de Guido Reni, encargado por la reina María de Médici en 1629. Actualmente se encuentra en el Museo del Louvre. 

## Historia
María de Médici, muy interesada en el mecenazgo, tanto con fines políticos como artísticos, se había dirigido a Guido Reni, el maestro boloñés, por mediación del cardenal Spada, para traerlo a París y encargarle la decoración de la segunda galería del Palacio de Luxemburgo, inicialmente prometida a Rubens. El encargo de esta Anunciación en 1624 fue un primer paso y un pretexto. El cuadro también formaba parte de la política devota de María de Médici. Probablemente se pintó a principios de 1629 y se instaló en el altar mayor de la iglesia del convento carmelita del Faubourg Saint-Jacques de París, en un suntuoso marco de mármol y madera dorada, trasladándose después al coro de la iglesia antes de 1684.
Incautado durante la Revolución Francesa, el cuadro fue transportado al depósito de Petits-Augustins en septiembre de 1792, antes de ser trasladado en diciembre de 1792 a las primeras colecciones del Museo Central de Artes de la República, que unos años más tarde se convertiría en el Museo del Louvre. Fue el primer gran cuadro de Reni que llegó a Francia. 

## Descripción
El cuadro, un óleo sobre lienzo de 3,19 x 2,21 m, trata un tema que Guido Reni ya había abordado en varias ocasiones en otros cuadros, en el palacio del Quirinal y en un cuadro de la iglesia de Fano, pero fue en la composición pintada para María de Médici donde alcanzó una precisión y una maestría todavía inigualables. Pintó un ángel imponente con alas muy grandes, una composición monumental sin demasiados adornos bañada en una luz fría que no impide, sin embargo, cierta suavidad e intimidad, «lo natural se eleva ahora hacia una esfera inmaterial e ideal, que a la manera última del Guía, rozará lo sublime abstracto».

## Influencia que ejerce la pintura
La Anunciación de Guido Reni se hizo famosa en cuanto llegó a Francia. De hecho, el cuadro se expuso en el altar mayor de la iglesia del Convento de las Carmelitas, que en aquella época se consideraba una de las iglesias más decoradas de París. Estaba especialmente concurrida, lo que puede haber contribuido a la popularidad de la Anunciación. Además, la obra no tardó en recibir una sucesión de elogiosas críticas. En 1665, fue admirada por Bernini, que la calificó de «una de las cosas más bellas que se pueden ver, y que vale medio París por sí sola», el cuadro de Guido Reni ejerció una gran influencia en los pintores de su época a partir de mediados del siglo XVII, y dio lugar a la realización de numerosas copias. El cuadro fue elogiado por los cronistas y críticos de la época, Claude Malingre (1640), Symonds (1649), Germain Brice (1684)Ejerció una profunda influencia en pintores como Laurent de La Hyre, Philippe de Champaigne, Jacques Stella y Eustache Le Sueur, que fueron los principales pintores de un movimiento artístico que se desarrolló en la Francia de mediados del siglo XVII: el aticismo parisino, caracterizado por un clasicismo riguroso prefigurado por Guido Reni: «una parte fundamental de la pintura francesa de la primera mitad del siglo XVII no puede entenderse sin Guido Reni en general, y por eso he elegido trabajar con él». 

## Otra versión y copias

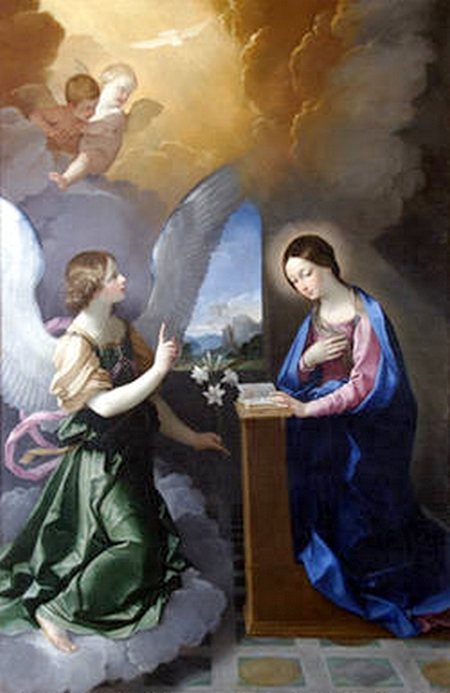
Primera versión del cuadro (1621), Pinacoteca de Fano (Italia)

Guido Reni pintó una primera versión, algo menos elaborada, de este cuadro en 1621 para la iglesia de San Pietro in Valle, en Fano, y actualmente se conserva en la Pinacoteca de esa ciudad. Se han realizado numerosas copias del gran lienzo de 1629. Las más antiguas datan del siglo XVII. Más tarde, en el siglo XIX, el Estado encargó a artistas que pintaran la Anunciación para exponerla en las iglesias regionales. Varias mujeres fueron encargadas de copiar la obra, entre ellas la señorita le Baron, que ejecutó la copia donada por Napoleón III a la ciudad de Balaruc-les-Bains, que puede verse en la iglesia de Notre-Dame-de-l'Assomption de la ciudad,Otra se encuentra en la iglesia de Saint-Germain-l'Auxerrois de París. Existen otras copias más pequeñas, como la pintura de cobre del museo Lambinet de Versalles.